# Зачин
| зачин        | дио биљке |
| Анис         | плод      |
| Цимет        | коријен   |
| Коријандер   | плод      |
| Ким          | сјеме     |
| Бијели лук   | луковица  |
| Црни лук     | луковица  |
| Оригано      | лист      |
| Паприка      | плод      |
| Першун       | лист      |
| Црни бибер   | плод      |
| Бијели бибер | плод      |
| Рузмарин     | лист      |
| Жалфија      | лист      |
| Сезам        | сјеме     |

Зачин је додатак јелима који им се додаје како би појачао оригинални укус јела, или да би се исти модификовао по жељи. Зачини и адитиви се користе у прехрамбеној индустрији у току технолошког процеса, али и у домаћинствима. Пошто се додају се у малим количинама, немају хранљиви значај, па се може рећи да се храни додају искључиво ради побољшања укуса и мириса. Зачини се понекад користе у медицини, верским ритуалима, козметици или производњи парфема. На пример, ванила се обично користи као састојак у производњи мириса.
Према дефиницији, зачини су поједини дјелови виших биљака или цијеле биљке, претежно из тропских предјела, које ради садржаја етеричних уља, алкалоида, гликозида и других ароматичних једињења, у храни изазивају одређен укус или мирис. Ове материје имају и надражујуће дејство на цревни тракт: подстичу лучење пљувачке, односно секрета жлијезда, а тиме и веће лучење фермената за варење; дакле, побољшавају варење.
Зависно од укуса и мириса могу се сврстати у љуте, горке, сладуњаве, киселе, комбиноване и слично. Зачини се стављају у промет као цијеле биљке или као поједини њени дијелови, као мјешавине, а у новије вријеме и у облику екстракта зачина. Они могу бити једнокомпонентни, као што су нпр. со, бибер, оригано, босиљак и томе слично, или мешавина различитих биљних састојака, као што је нпр. добро познати „Зачин Ц“ или Вегета. Многа јела се не могу ни замислити без додавања зачина. Посебно су атрактивни у арапском свету сукови, тј. специјализовани делови оријенталних пијаца, на којима се могу наћи готово све врсте зачина.
Према подацима из 2019. године, нема довољно клиничких доказа који би указивали на то да конзумирање зачина утиче на здравље људи.

## Утицај зачина на хигијену коначног производа
Често се дешава да су зачини инфицирани разноврсном микрофлором у којој су највише заступљени узрочници труљења и њихове споре. Зато се без сумње може рећи да су бактерије које се налазе у зачинима у већини случајева главни узрочници кварења конзерви и кобасица.
Да ли ће до кварења доћи зависи од примијењеног технолошког процеса и количине других додатих ингредијенција,  средине, дужине термичког третмана и других фактора.

## Правилник о хигијени зачина
Према правилнику о микробиолошкој хигијени намирница у промету ('службени лист СРЈ' бр. 26, 1993), обавезном микробиолошком контролом зачина и њихових смјеша обухваћене су сљедеће анализе:
Дозвољене количине:
|  | 100.000/ екстракти 1 000/             |
|  | 1 000/g екстракти 500/                |
|  | не смију налазити у 0,1 (1 екстракта) |
|  | не смију налазити у 0,1 (1 екстракта) |
|  | не смију налазити у 0,1 (1 екстракта) |
|  | не смију налазити у 0,1 (1 екстракта) |

Ако се зачини користе за производњу намирница које подлијежу термичкој обради, дозвољено је да садрже и већи број микроорганизама од наведених.

## Контаминација
Извори контаминације су: земљиште, при употреби агротехничких мјера, при берби, ваздух и вода, транспорту, при складиштењу, при одабиру биљака и њихових дијелова.
Степен контаминације зависи од различитих фактора:
- садржаја слободне воде у њима,
- спољашње температуре,
- иницијалног броја микроорганизама и
- евентуалне антимикробне активности самог зачина.
- Поједине компоненте неких зачина стимулишу метаболичке процесе у ћелији усљед чега може доћи до повећања њиховог броја.

## Контаминенти
Зависно од врсте, зачини могу бити контаминирани разним микроорганизмима.
- аеробне мезофилне бактерије (Bacillus спп., колиформне бактерије)
- анаеробне бактерије су ријеђе присутне и тада се углавном ради о роду
- термофилним популацијама припада између 1 и 10% микробних популација.
- плијесни, зачини су често контаминирани микотоксинима.

### Микотоксини
Најзначајнији микотоксини су афлатоксини и охратоксини. Произвођачи афлатоксина и охратоксина су Пенициллиум и Аспергиллус врсте.
Изузетно термостабилна једињења, структура им се разара на 250–300 °C тј. на температурама које се у прехрамбеној индустрији не користе. Највише температуре које се користе у индустрији хране су 60–80 °C пастеризација, до 120 °C стерилизација.
Инхибиција ДНК и РНК, кидање хромозома, лезије јетре и бубрега, некроза бубрежних канала и јетрених ћелија, тумор бубрега, тумор мокраћних канала.
Да би дошло до синтезе афлатоксина или неког другог микотоксина потребно је усаглашење више фактора: влага, температура, супстрат итд. Али од највећег значаја је генетичка предиспозиција и без ње плијесан не може синтетисати токсин.

### 
су Грам+ коке, накупљају се у гроздовима. Веома је отпоран и распрострањен микроорганизам. Подноси низак садржај воде (aw, мин=0,86) па може да опстане и у зачинима. Лучи егзотоксин (ентеротоксин) веома термостабилан (подноси 100 °C). Изазива алиментарне токсикоинфекције.

### Мљевена паприка и бибер
Мљевена паприка и бибер су највише контаминирани, а при употреби се не излажу термичком третману. Налазе се мале количине:
- ксерофилне плијесни и њихови токсични метаболити (при количини од 106/g доводе до обољења желуца – гастроентеритис).
- se javlja neredovno jer je uglavnom kontaminent namirnica animalnog porijekla, ali dospijeva i u biljke preko stajskog đubriva.

## Поступци смањења броја микроорганизама
1. зрачењем. Смањује само број микроорганизама на површини зачина док у унутрашњости микроорганизми преживљавају па се данас овај метод више не користи.
2. свом топлотом. Дало је само донекле задовољавајуће резултате код црног и бијелог бибера. Овим се поступком губе и активне компоненте бибера, што значи да се смањује његова употребна вриједност. За паприку се не може примијенити јер јој се особине промјене у таквом степену да постане неупотребљива као зачин.
3. стерилизације етиленоксидом. Овај метод даје задовољавајуће резултате како са гледишта очувања органолептичких својстава, тако и са гледишта хигијене. Рад са етиленоксидом захтијева посебне уређаје због његове запаљивости и експлозивности. Овим поступком добијају се практично стерилни зачини са минималним органолептичким промјенама.

## Антимикробно и антифугално дјеловање зачина
Заснива се на присуству етеричних уља која садрже сумпор и алкалоиде. Веома је значајно да се употребљавају свјежи зачини, пошто стари зачини, сиромашни етеричним уљима, могу да нанесу више штете него користи.
Најјача антимикробна активност запажена је код каранфилића, цимета, мушкатног орашчићиа, бијелог и црног лука.

### Бијели лук
Бијели лук дјелује инхибиторно на: Proteus, E. coli, Salmonella, Shigella, hemolitičke streptokoke, B. subtilis, S. aureus, C. perfringens и дјелује антифугално.
Компонента екстракта бијелог лука, алицин, у одређеној концентрацији спречава раст неких микроорганизама:
| Врста микроба | концетрација алицина, |
|               | 10                    |
|               | 3                     |
|               | 8                     |
|               | 24                    |
|               | 15                    |
|               | 10                    |
|               | 15                    |

### Црни лук
Црни лук садржи сумпорна једињења – дисулфиде (28 компоненти које имају антибактеријско и антифунгицидно дејство). Спречава раст: B. subtilis, E. coli, C. cerevisiae, антифунгицидно дјеловање.

### Цимет
Цимет има летално дејство на споре антракса, спречава раст бактерија и квасаца, спречава спорулацију Alternaria, Fusarium и Helminthosporum врста.

### Рузмарин и жалфија
Рузмарин и жалфија спречавају раст и размножавање Г+ бактерија, рузмарин се користи у кланичној индстрији и као додатак у конзервама рибе. Код нас постоје одређене аутохтоне врсте жалфије и она дјелује на Г+ бактерије, а веома слабо на Г-.
| Зачин      | Садржај есенцијалних уља у % | Антимикробна компонента у дестилату или екстракту у % |
| ---------- | ---------------------------- | ----------------------------------------------------- |
| Пимент     | 3-5                          | Еугенол, метилеугенол 73-78                           |
| Каранфилић | 16-19                        | Еугенол, еугенол ацетат 72-92                         |
| Цимет      | 0.5-1                        | Циметалдехид и Еугенол, алкохолни екстракт цимета 92  |
| Бијели лук | 0.3-0.5                      | Алилсулфонил и алилсулфид                             |
| Оригано    | 0.2-0.8                      | Тимол, карвакол 60-85                                 |
| Паприка    | —                            | Капсцидин                                             |
| Тимијан    | 2.5                          | Тимол и карвакол                                      |